# Alan Gelfand
Alan «Ollie» Gelfand (Nova York, 1963) és un patinador estatunidenc i l'inventor de l'ol·li, el truc de monopatí més popular.

## Biografia
Gelfand es va traslladar de la ciutat de Nova York a Hollywood, Florida amb la seva família el 1972. Va començar a patinar el 1974 després que el seu pare li regalés el primer monopatí. El 1976 va guanyar els campionats de monopatí del sud de Florida. Aquell mateix any van començar a aparèixer els primers parcs de patinatge de formigó als Estats Units d'Amèrica i el primer va ser l'Skateboard City de Port Orange.
A finals de 1977 Stacy Peralta va visitar el Solid Surf Skate Park de Fort Lauderdale on va conèixer Gelfand i va observar amb certa incredulitat la seva maniobra sense mà anomenada ollie en honor seu. Després que Peralta formés l'equip Powell Peralta amb George Powell, Gelfand va ser fitxat com el primer membre de l'equip. Més endavant l'equip es va conèixer amb el nom de Bones Brigade i va incorporar altres patinadors com Rodney Mullen i Tony Hawk. A mitjans de la dècada del 1980, la maniobra d'Alan «Ollie Gelfand» havia transformat el patinatge de monopatí en les seves tres modalitats de rampa, freestyle i carrer, i la majoria dels trucs de monopatí actuals es basen en aquesta maniobra.
A finals de la dècada del 1990, ollie es va convertir en una entrada oficial de l'Oxford English Dictionary, però l'origen es va fer constar com a desconegut. El diccionari va rectificar el febrer de 2004 acreditant Alan «Ollie» Gelfand com a autor darrere de la maniobra de 1976. Gelfand va deixar de patinar l'any 1981 a causa d'una lesió al genoll. fins al 2002 que va construir el millor bowl de Hollywood anomenat Olliewood.